# Jessica Forrest
Jessica Forrest es una actriz británica, más conocida por haber interpretado a Leanne Holiday en la serie Hollyoaks.

## Carrera
En 2009 apareció en el cortometraje Fantasy Girl.
El 10 de septiembre de 2010, se unió al elenco principal de la serie británica Hollyoaks, donde interpretó a Leanne Holiday hasta el 21 de octubre de 2013.

## Filmografía

### Series de televisión
| Año         | Título             | Personaje      | Notas                 |
| ----------- | ------------------ | -------------- | --------------------- |
| 2015        | Dani's Castle      | Clare          | 12 episodios          |
| 2014        | Coronation Street  | Siobhan Davies | episodio #1.8412      |
| 2014        | Playhouse Presents | Charlotte      | episodio "The Cruise" |
| 2010 - 2013 | Hollyoaks          | Leanne Holiday | 220 episodios         |

### Películas
| Año  | Título       | Personaje | Notas                                                                                                 |
| ---- | ------------ | --------- | --- |
| 2009 | Fantasy Girl | Julia     | corto - junto a Andy White, Elizabeth Kelly, Shira Lane, Angie Light, Chioma Nwosu & R. Sky Palkowitz |